# 卡特娅·赛青格
卡特娅·赛青格（德語：Katja Seizinger，1972年5月10日—），德国女子高山滑雪运动员。她曾代表德国参加1992年、1994年和1998年冬季奥林匹克运动会高山滑雪比赛，获得三枚金牌和二枚铜牌。